# Ixodina runica
Ixodina runica är en skalbaggsart som beskrevs av Gilbert John Arrow 1909. Ixodina runica ingår i släktet Ixodina och familjen bladhorningar. Inga underarter finns listade i Catalogue of Life.